# ایکلازپام
ایکلازپام (انگلیسی: Iclazepam) دارویی از مشتقات بنزودیازپین است. این دارو دارای اثرات آرام‌بخش و ضداضطراب است، مشابه اثرات تولید شده توسط سایر مشتقات بنزودیازپین، و تقریباً همان قدرت کلردیازپوکساید است.